# Klubbin (Fugloy)
De Klubbin is een berg die ligt op het eiland Fugloy, Faeröer. De berg heeft een hoogte van 621 meter en is daarmee het hoogste punt van het eiland.